# Abraham Staalmanplein
Het Abraham Staalmanplein in Amsterdam-Slotervaart is genoemd naar Abraham Staalman (1871-1935), pionier voor de volkswoningbouw en oprichter van woningbouwvereniging 'Het Westen'.
Het Abraham Staalmanplein vormt het middelpunt van de Staalmanpleinbuurt waarvan de bouw begon in 1958. De straten in deze buurt zijn genoemd naar personen die hun sporen hebben verdiend op maatschappelijk terrein. Deze buurt wordt begrensd door de Slotervaart, Ringspoordijk, Henk Sneevlietweg en Johan Huizingalaan. Sinds 2010 vindt stedelijke vernieuwing plaats, waarbij de oorspronkelijke bebouwing gedeeltelijk door nieuwbouw is vervangen. Omstreeks 2020 werd de te handhaven bebouwing, gerenoveerd.
Naar aanleiding van een aanvraag van Heemschut werd de bebouwing van het plein, inclusief de kenmerkende kiosken, in april 2019 gemeentelijk monument.

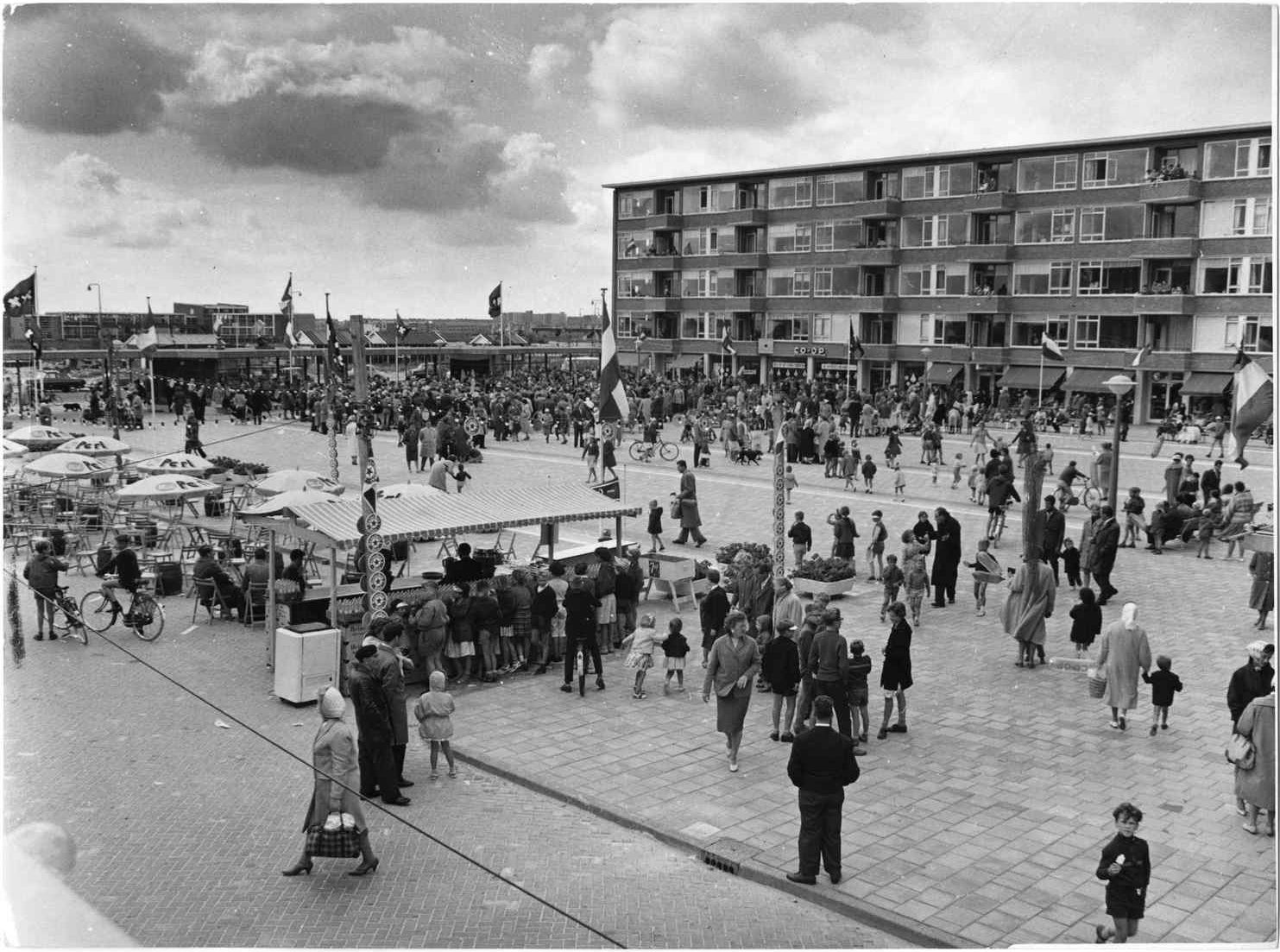
Opening Abraham Staalmanplein, Slotervaart; 1 juli 1960
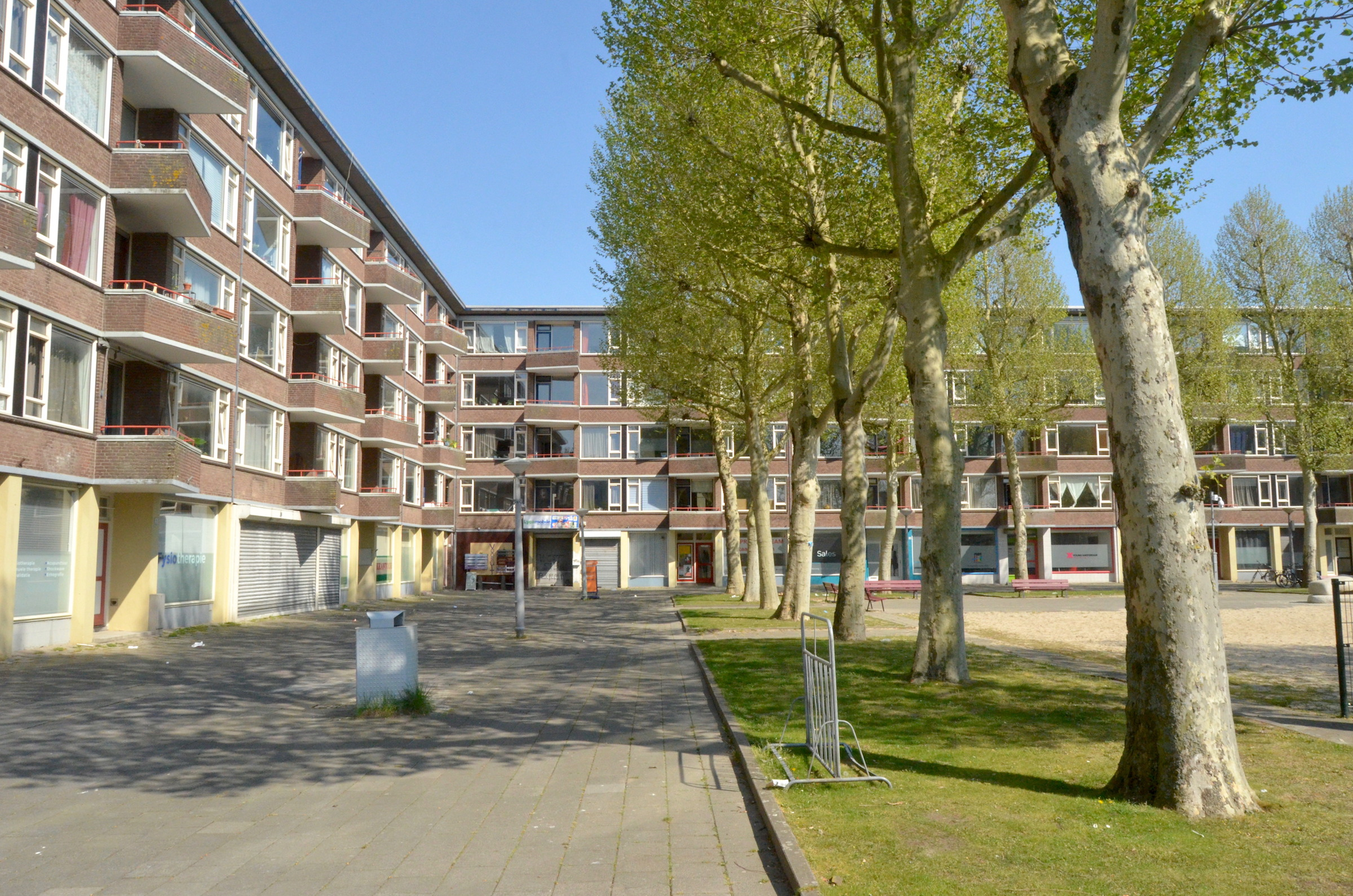
Abraham Staalmanplein te Amsterdam-Slotervaart; 3 maart 2022.
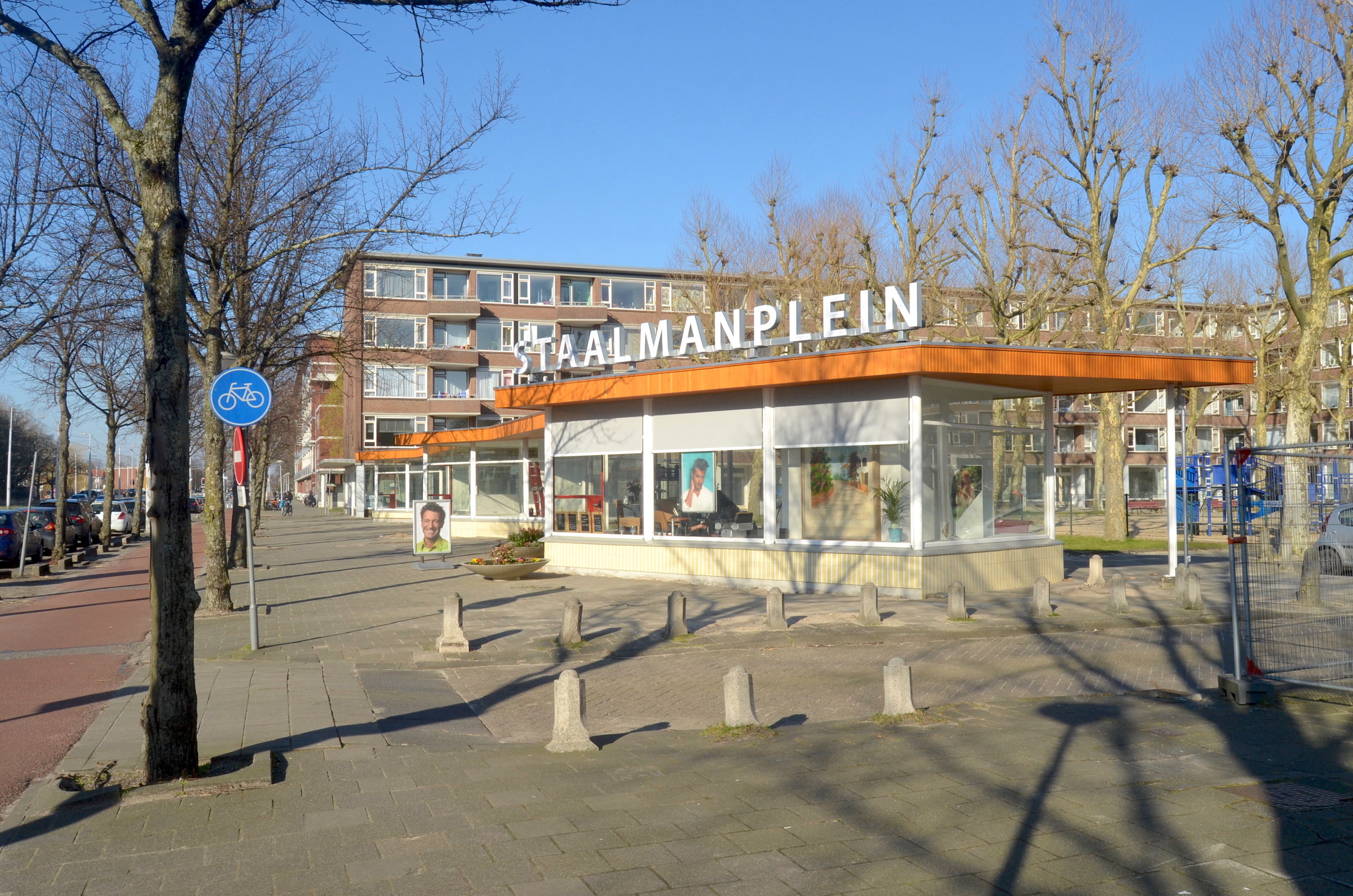
Abraham Staalmanplein met de kenmerkende kiosken; 3 maart 2022.